# Oxynoemacheilus hamwii
Oxynoemacheilus hamwii és una espècie de peix pertanyent a la família dels balitòrids i a l'ordre dels cipriniformes.

## Etimologia
L'epítet hamwii fa referència al professor de zoologia de la Universitat de Damasc, Adel Hamwi, per les seues contribucions a la zoologia siriana.

## Descripció
Fa 6,2 cm de llargària màxima.

## Hàbitat i distribució geogràfica
És un peix d'aigua dolça, bentopelàgic i de clima subtropical, el qual viu a Àsia: era conegut des de la capçalera de la conca del riu Orontes a Turquia i el nord de Síria, però actualment només és present al nord de la mateix conca en tres rierols que flueixen cap a Turquia (el Yildirim de 2-5 km de longitud, el Buyuk Karacay de 3-5 km i el Kucuk Karacay de 3-5 km) i en un altre (l'Afrin de 10 km) que flueix cap a Síria a la conca dels rius Tigris i Eufrates a Síria. Prefereix els corrents moderadament ràpids amb substrat de fang o grava i amb un baix nivell de contaminació.

## Estat de conservació
Les seues principals amenaces són l'extracció d'aigua i la contaminació de l'aigua. Aquest peix era força estès dins la seua àrea fins a finals del segle xx, però sembla haver perdut la majoria de les seues poblacions des de llavors. Així, la població del rierol Yildirim es troba en bon estat, però depèn exclusivament d'una font provinent de les muntanyes i el canvi climàtic podria fer disminuir les precipitacions que alimenten la quantitat d'aigua d'aquest corrent. Pel que fa a la població del rierol Afrin, l'extracció d'aigua i la contaminació de l'aigua són problemes afegits als baixos nivells d'aigua que duu el rierol cap a finals de l'estiu (agreujat quan, sovint, les preses sirianes no deixen fluir l'aigua cap a Turquia).
Segons la Unió Internacional per a la Conservació de la Natura, no hi ha accions de conservació establertes per a aquesta espècie. Tot i així, recomana un pla d'acció real per a aquest peix i per a tota la biodiversitat de la conca del riu Orontes i de la subconca del rierol Afrin.

## Observacions
És inofensiu per als humans, el seu índex de vulnerabilitat és baix (16 de 100)